# Ormesson-sur-Marne
Pour les articles homonymes, voir Ormesson.
Ormesson-sur-Marne est une commune française située dans le département du Val-de-Marne, en région Île-de-France.
Ses habitants sont appelés les Ormessonnais.

## Géographie

### Localisation

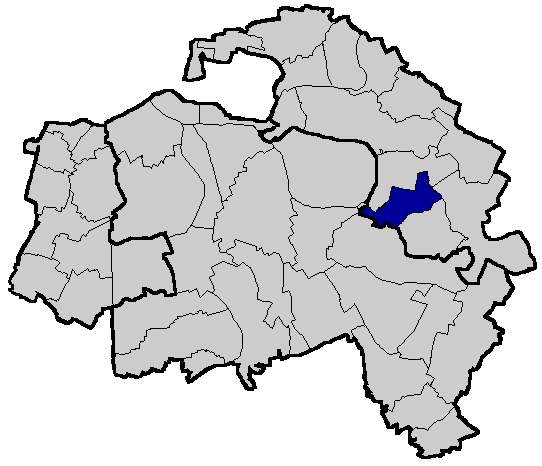
Localisation d'Ormesson-sur-Marne dans le Val-de-Marne

Ormesson-sur-Marne est l'une des 47 communes du Val-de-Marne. Elle dépend de l'arrondissement de Nogent-sur-Marne dont elle est le chef-lieu.

### Communes limitrophes
|              | Chennevières-sur-Marne |                  |
|              | Ormesson-sur-Marne     | La Queue-en-Brie |
| Sucy-en-Brie |                        | Noiseau          |

### Géologie, relief et hydrographie
- Le Morbras longe le sud-est de la commune.

### Voies de communication et transports

#### Transports en commun
Lignes de bus desservant la commune :
- lignes 437, 438, 440, 447 et 448 du réseau de bus Marne et Seine ;
- ligne 308 du réseau de bus RATP.

### Climat
Pour des articles plus généraux, voir Climat de l'Île-de-France et Climat du Val-de-Marne.
En 2010, le climat de la commune est de type climat océanique dégradé des plaines du Centre et du Nord, selon une étude du CNRS s'appuyant sur une série de données couvrant la période 1971-2000. En 2020, Météo-France publie une typologie des climats de la France métropolitaine dans laquelle la commune est exposée à un climat océanique altéré et est dans la région climatique Sud-ouest du bassin Parisien, caractérisée par une faible pluviométrie, notamment au printemps (120 à 150 mm) et un hiver froid (3,5 °C).
Pour la période 1971-2000, la température annuelle moyenne est de 11,1 °C, avec une amplitude thermique annuelle de 15,3 °C. Le cumul annuel moyen de précipitations est de 665 mm, avec 10,7 jours de précipitations en janvier et 7,8 jours en juillet. Pour la période 1991-2020, la température moyenne annuelle observée sur la station météorologique la plus proche, située sur la commune de Joinville-le-Pont à 6 km à vol d'oiseau, est de 12,9 °C et le cumul annuel moyen de précipitations est de 654,0 mm,. Pour l'avenir, les paramètres climatiques de la commune estimés pour 2050 selon différents scénarios d'émission de gaz à effet de serre sont consultables sur un site dédié publié par Météo-France en novembre 2022.

## Urbanisme

### Typologie
Au 1er janvier 2024, Ormesson-sur-Marne est catégorisée grand centre urbain, selon la nouvelle grille communale de densité à sept niveaux définie par l'Insee en 2022.
Elle appartient à l'unité urbaine de Paris, une agglomération inter-départementale regroupant 407  communes, dont elle est une commune de la banlieue,,. Par ailleurs la commune fait partie de l'aire d'attraction de Paris, dont elle est une commune du pôle principal,. Cette aire regroupe 1 929 communes,.

### Logement
La commune ne comportait que 1 % de logements sociaux en 2015.

## Toponymie
La commune tire son nom de la famille Le Fèvre d'Ormesson, installée depuis 1604 dans l’ancienne seigneurie d’Amboile, à l'occasion du mariage d'André Lefèvre d'Ormesson avec Anne Le Prévost. Ormesson est la seigneurie d'origine de la famille, acquise en 1554 et située dans l'actuelle commune d'Épinay-sur-Seine. Ce château est peu à peu abandonné par la famille, qui s'installe dans le château d'Amboile.
En 1706-1707,  Henri François de Paule d'Ormesson agrandit son domaine foncier en achetant la moitié de la baronnie de La Queue-en-Brie et la seigneurie de Noiseau, voisines d'Amboile. Cela lui permet de posséder 800 hectares.
En 1758, ces seigneuries réunies constituent, avec Chennevières-sur-Marne, le noyau du marquisat érigé pour son fils, Marie François Lefèvre d'Ormesson (1710-1775), intendant des finances, sous le nom de marquisat d'Ormesson, dont Amboile prendra le nom. En 1927, Ormesson prend le nom d'Ormesson-sur-Marne.

## Histoire
André Le Fèvre d'Ormesson devient propriétaire des terres de l'ancien village d'Amboile et de son château en épousant en 1604 la fille de Nicolas Le Prévost, seigneur d'Amboile.
Leur fils  Olivier (1616-1685), membre de la Chambre de justice chargée de juger Nicolas Fouquet pour crime de lèse-majesté, sauva la tête de celui-ci en refusant les faux documents fabriqués par Colbert. On lui attribue cette réponse à un envoyé du Roi ou de Colbert : « La Cour rend des arrêts, non des services », ce qui lui valut la disgrâce définitive de Louis XIV.
Cette famille revint en grâce sous Louis XV avec Henri François de Paule d'Ormesson, intendant de finances. Il agrandit son domaine d'Amboile.

## Politique et administration

### Administration municipale
Ormesson-sur-Marne appartient au Territoire du Grand Paris Sud Est Avenir depuis la création de la Métropole du Grand Paris et de l'EPT le 1er janvier 2016.

### Liste des maires

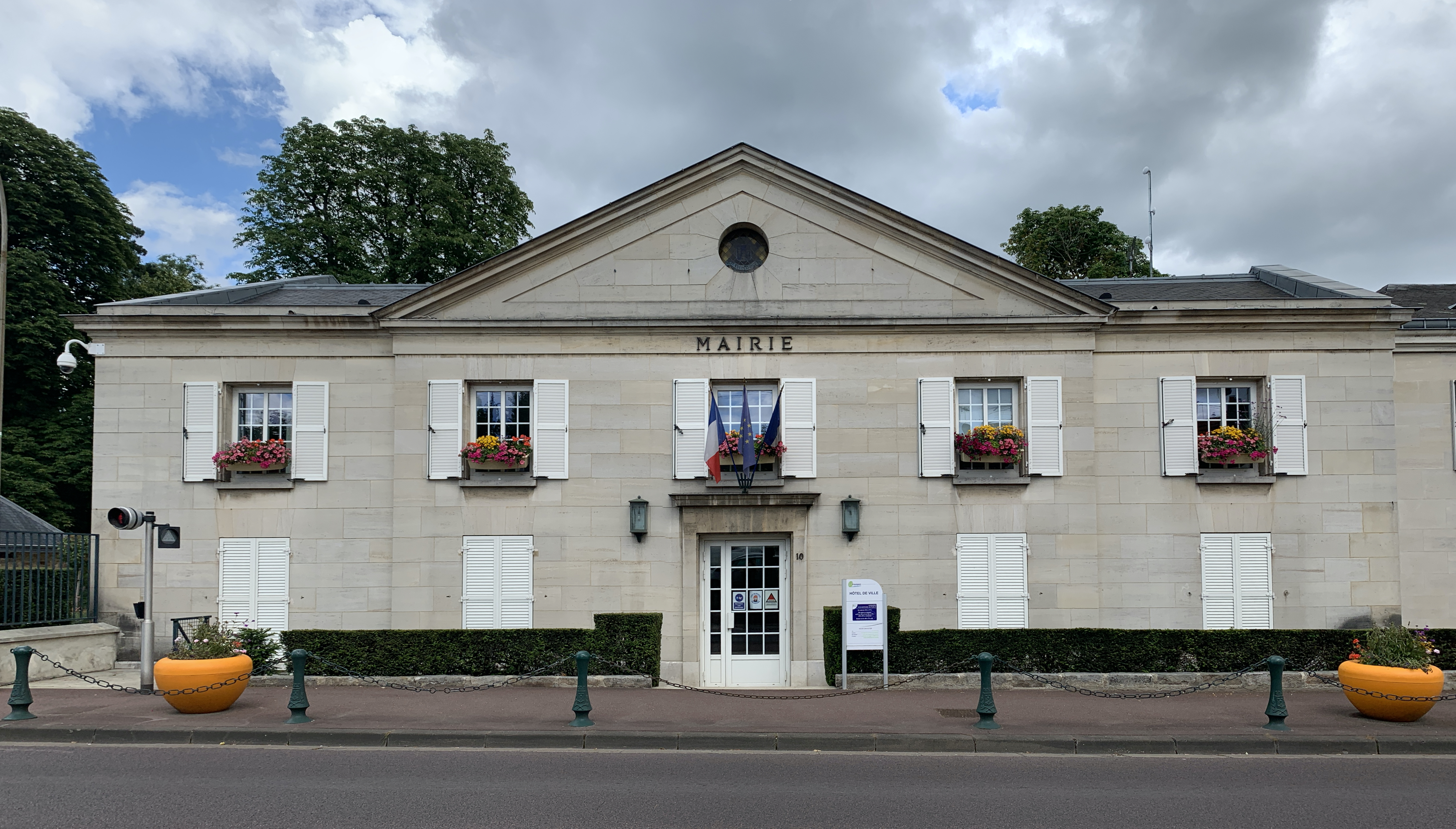
Le bâtiment de la mairie.

Quatre maires se sont succédé depuis la Libération de la France :
| Période | Période  | Identité              | Étiquette              | Qualité |
| ------- | -------- | --------------------- | ---------------------- | --- |
| 1944    | 1947     | Louis Albert Gauthier | PCF                    | Maire d'Ormesson (1934 → 1939) Conseiller général de Boissy-Saint-Léger (Seine-et-Oise) (1937 → 1940 et 1945 → 1949) |
| 1947    | 1998     | Olivier d'Ormesson    | CNI puis FN puis CNI   | Député (1958 → 1962 et 1986 → 1988) Conseiller général de Chennevières (1970 → 1985) |
| 1998    | 2014,    | Guy Le Dœuff          | RPR puis UMP           | Ingénieur retraité Conseiller général d'Ormesson-sur-Marne (1999 → 2015) Vice-président de la CA Haut Val-de-Marne (? → 2014) |
| 2014    | En cours | Marie-Christine Ségui | UMP → LR puis Horizons | Chef de cabinet à la mairie de Villiers-sur-Marne Conseillère départementale de Saint-Maur-des-Fossés-2 (2015 → ) Vice-présidente de la CA Haut Val-de-Marne (2014 → 2015) Vice-présidente de l'établissement public territorial Grand Paris Sud Est Avenir (2016 → ) |

### Jumelages
| Ville | Ville         | Pays | Pays        | Période     |
| ----- | ------------- | ---- | ----------- | ----------- |
|       | Brühl         |      | Allemagne   | depuis 1977 |
|       | Northallerton |      | Royaume-Uni | depuis 1993 |
|       | Penela        |      | Portugal    | depuis 2007 |
|       | Roum (en)     |      | Liban       |             |

## Population et société

### Démographie
L'évolution du nombre d'habitants est connue à travers les recensements de la population effectués dans la commune depuis 1793. Pour les communes de plus de 10 000 habitants les recensements ont lieu chaque année à la suite d'une enquête par sondage auprès d'un échantillon d'adresses représentant 8 % de leurs logements, contrairement aux autres communes qui ont un recensement réel tous les cinq ans,.

En 2022, la commune comptait 10 589 habitants, en évolution de +2,94 % par rapport à 2016 (Val-de-Marne : +3 %, France hors Mayotte : +2,11 %).
| 1793 | 1800 | 1806 | 1821 | 1831 | 1836 | 1841 | 1846 | 1851 |
| ---- | ---- | ---- | ---- | ---- | ---- | ---- | ---- | ---- |
| 188  | 208  | 220  | 181  | 181  | 170  | 170  | 165  | 157  |

| 1856 | 1861 | 1866 | 1872 | 1876 | 1881 | 1886 | 1891 | 1896 |
| ---- | ---- | ---- | ---- | ---- | ---- | ---- | ---- | ---- |
| 132  | 125  | 150  | 96   | 110  | 112  | 154  | 171  | 190  |

| 1901 | 1906 | 1911 | 1921 | 1926  | 1931  | 1936  | 1946  | 1954  |
| ---- | ---- | ---- | ---- | ----- | ----- | ----- | ----- | ----- |
| 256  | 260  | 238  | 331  | 1 685 | 3 035 | 3 802 | 3 454 | 5 252 |

| 1962  | 1968  | 1975  | 1982  | 1990   | 1999  | 2005  | 2006  | 2011  |
| ----- | ----- | ----- | ----- | ------ | ----- | ----- | ----- | ----- |
| 6 702 | 8 277 | 8 698 | 8 674 | 10 038 | 9 793 | 9 910 | 9 868 | 9 921 |

| 2016   | 2021   | 2022   | - | - | - | - | - | - |
| ------ | ------ | ------ | - | - | - | - | - | - |
| 10 287 | 10 540 | 10 589 | - | - | - | - | - | - |

### Enseignement

#### Petite enfance
- La Halte-garderie ;
- La crèche familiale.

#### Écoles primaires
- École maternelle et élémentaire Anatole-France ;
- École maternelle et élémentaire André-Le Nôtre ;
- École élémentaire Jules-Ferry ;
- École maternelle La Fontaine.

#### Collège
- Collège Saint-Exupéry.

#### Lycée
Il n'y a pas de lycée implanté à Ormesson-sur-Marne, le lycée public le plus proche est le lycée Champlain de Chennevières-sur-Marne.

#### Enseignement supérieur
Il n'y a pas d'établissement d'enseignement supérieur à Ormesson-sur-Marne.

### Santé
L'offre de santé sur la ville d'Ormesson-sur-Marne est assez variée : 
- médecine générale
- cardiologie ;
- dentiste ;
- dermatologie, vénérologie ;
- gastro-entérologie ;
- gynécologie, obstétrique ;
- kinésithérapie ;
- ophtalmologie ;
- orthophonie ;
- oto-rhino-laryngologie ;
- pédiatrie ;
- pédicure, podologie, orthopédie ;
- phlébologie ;
- radiologie, échographie ;
- rhumatologie.

### Culte
- Église Notre-Dame de l'Assomption.

## Culture locale et patrimoine

### Lieux et monuments
Le château d'Ormesson, construit à partir de 1598 sur ce qui était la paroisse d'Amboile, est situé sur le territoire de la commune. Il a été classé par les monuments historiques en 1889.

### Patrimoine naturel
- Parc départemental du Morbras.

### Personnalités liées à la commune
- Marie Henri d'Ormesson (de la famille Lefèvre d'Ormesson) (1785-1858), gendre du maréchal Grouchy, maire de 1813 à 1830.
- Wladimir Le Fèvre d'Ormesson (1888-1973), écrivain, journaliste et diplomate, maire de 1919 à 1925, inhumé au cimetière d'Ormesson-sur-Marne.
- Olivier d'Ormesson (1918-2012), homme politique, maire de 1947 à 1998.

### Héraldique, logotype et devise
| Blason d’Ormesson-sur-Marne | Les armes d'Ormesson-sur-Marne se blasonnent ainsi : « D'azur aux trois lys de jardin au naturel. » |